# 曼胡什

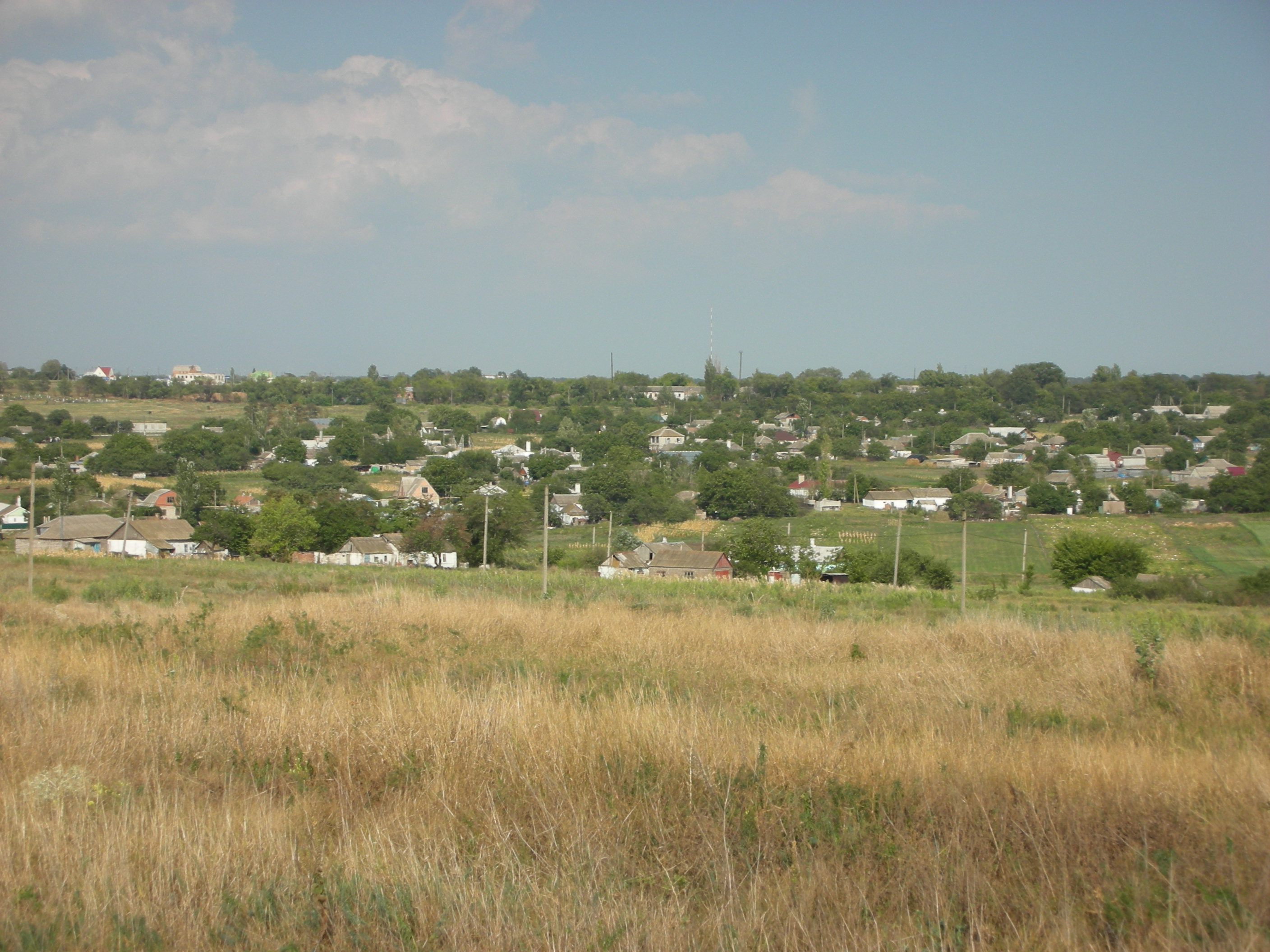

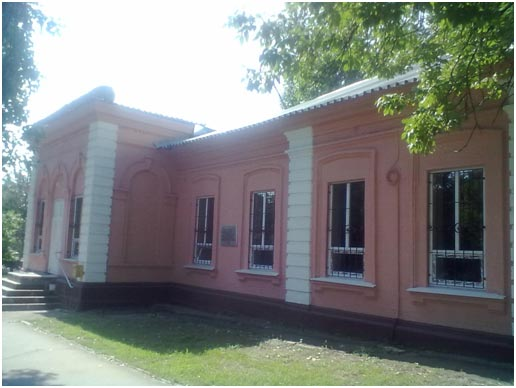

曼胡什（羅馬化：Manhush），又按俄语读音译为曼古什，是烏克蘭東部頓涅茨克州马里乌波尔区曼胡什市镇的鎮及行政中心，亦曾為曼胡什區於2020年被撤消前的行政中心。。始建於1778年，面積9,291平方公里，2011年人口8,331，人口密度每平方公里896人。